# モンタナーロ
モンタナーロ（伊: Montanaro）は、イタリア共和国ピエモンテ州トリノ県にある、人口約5,200人の基礎自治体（コムーネ）。

## 地理

### 位置・広がり

#### 隣接コムーネ
隣接するコムーネは以下の通り。
- カルーゾ
- キヴァッソ
- フォリッツォ
- サン・ベニーニョ・カナヴェーゼ

## 姉妹都市
- キウーザ・スクラーファニ、イタリア